# Halicyclops tageae
Halicyclops tageae is een eenoogkreeftjessoort uit de familie van de Halicyclopidae. De wetenschappelijke naam van de soort is voor het eerst geldig gepubliceerd in 1993 door Lotufo & Rocha C.E.F..